# Saint-Vincent-sur-Jard
Saint-Vincent-sur-Jard – miejscowość i gmina we Francji, w regionie Kraj Loary, w departamencie Wandea.
Według danych na rok 1990 gminę zamieszkiwało 658 osób, a gęstość zaludnienia wynosiła 45 osób/km² (wśród 1504 gmin Kraju Loary Saint-Vincent-sur-Jard plasuje się na 749. miejscu pod względem liczby ludności, natomiast pod względem powierzchni na miejscu 795.).